# 全河英
全河英（韩语： Jeon Ha-young，2001年8月18日—），韩国女子击剑运动员，2023年世界击剑锦标赛女子佩剑团体铜牌得主、2024年夏季奥林匹克运动会女子佩剑团体银牌得主。